# Molto obbligato, Jeeves
Molto obbligato, Jeeves (titolo originale in lingua inglese: Much Obliged, Jeeves) è un romanzo umoristico del 1971 dello scrittore inglese Pelham Grenville Wodehouse.

## Storia editoriale
Molto obbligato, Jeeves è il penultimo dei romanzi di Wodehouse aventi per protagonisti Bertie Wooster e il suo valletto Jeeves. La stesura del romanzo iniziò il 10 dicembre 1966 e fu pubblicato in volume il 15 ottobre 1971, giorno del novantesimo compleanno di Wodehouse, in due diverse edizioni: nel Regno Unito da Barrie & Jenkins col titolo Much Obliged, Jeeves, e negli Stati Uniti da Simon & Schuster col titolo Jeeves and the Tie That Binds ([Jeeves e il legame che unisce]).  Le due edizioni differiscono un po' nel finale. La trama della narrazione è incentrata su un Registro, redatto dai domestici inglesi, nel quale sono annotati i comportamenti dei loro padroni. Verso la fine del romanzo Jeeves informa Bertie di aver distrutto le diciotto pagine del registro in cui erano descritte le sue malefatte. Nell'edizione inglese, Bertie ringrazia sobriamente Jeeves con tre parole: «Molto obbligato, Jeeves». Nella versione americana, invece, Bertie chiede a Jeeves perché abbia distrutto le pagine; e Jeeves risponde che nessun altro domestico avrà mai più bisogno di consultarle perché egli sarà per sempre il valletto di Bertie, essendo ormai l'uno e l'altro legati vicendevolmente da un vincolo indissolubile.

## Trama
Bertie Wooster, l'io narrante, scopre che i membri del club Giovane Ganimede — associazione che riunisce i più distinti domestici inglesi — scrivono, sui loro padroni, dei rapporti raccolti poi in un Registro conservato gelosamente nella sede del club. Anche Jeeves, membro del club, annota regolarmente sul Registro le vicende riguardanti il suo padrone Bertie. Quest'ultimo, preoccupato che possano uscir fuori informazioni imbarazzanti su di lui, chiede a Jeeves di distruggere le pagine che lo riguardano; ma il valletto rifiuta affermando che il Registro non può cadere in mani estranee e che lui non può esimersi dal redigere i rapporti pena l'espulsione dal club.
Bertie viene invitato da sua zia Dahlia nella spaziosa abitazione di quest'ultima a Market Snodsbury. Si dovranno svolgere delle elezioni suppletive per la Camera dei comuni e Ginger Winship, un caro amico di Bertie, è il candidato conservatore; Bertie dovrà aiutarlo nella campagna elettorale. In aiuto di Ginger sono presenti nell'abitazione della zia Dahlia anche altri ospiti, fra cui il filofascista Roderick Spode, settimo conte di Sidcup, accompagnato dalla sua fidanzata Madeline Bassett, e Florence Craye, la fidanzata di Ginger. In passato sia Madeline che Florence sono state fidanzate di Bertie ed entrambe sono convinte che Bertie sia tuttora innamorato di loro; l'etica cavalleresca impedisce però a Bertie di smentirle. Un altro ospite di zia Dahlia è il discusso finanziere L. P. Runkle, diventato ricco grazie ai proventi di un popolare analgesico sintetizzato dal defunto padre di Tuppy Glossop; Runkle si era impossessato del diritto di brevetto del farmaco, e zia Dahlia è determinata a convincere Runkle, con le buone o con le cattive, a versare a Tuppy una somma che permetta al giovane Glossop quanto meno di prendere in moglie sua figlia Angela.
Giunge a Market Snodsbury anche Bingley. Costui era stato in passato e per breve tempo domestico di Bertie, come pure era stato domestico anche di Ginger Winship e di L. P. Runkle. Sebbene sia ora un agiato possidente, grazie all'eredità di uno zio, Bingley è rimasto socio del Giovane Ganimede. Bingley si è impossessato del Registro e intende utilizzarne il contenuto contro Ginger Winship minacciando di rivelare alcuni episodi giovanili di goliardia che, se resi noti, metterebbero Ginger in cattiva luce agli occhi dei puritani elettori conservatori di Market Snodsbury. Zia Dahlia e Bertie pregano Jeeves di intervenire contro le losche manovre di Bingley; e Jeeves, grazie a un Mickey Finn, sottrae il Registro al viscido Bingley. Sennonché il colpo da maestro di Jeeves non è stato apprezzato da Ginger Winship: si è innamorato nel frattempo di Magnolia Glendennon e vorrebbe rompere il fidanzamento con Florence Craye, ma al pari di Bertie il suo codice etico personale gli vieta di dire a una donna che non vuole più sposarla; Ginger aveva sperato quindi che le rivelazioni contenute nel Registro lo avrebbero messo in cattiva luce anche agli occhi di Florence in modo da spingere la ragazza a rompere unilateralmente il fidanzamento con lui. 
Nel frattempo Sir Roderick, eccitato dal successo suscitato dai suoi incendiari interventi nella campagna elettorale di Ginger, progetta di rinunciare al suo titolo nobiliare, e quindi al suo seggio nella Camera dei lord, per candidarsi lui stesso alla Camera dei comuni soppiantando Ginger; Madeline, che aveva accettato la corte di Spode perché voleva diventare contessa, dichiara a Bertie di aver rotto il fidanzamento con Spode e che quindi è pronta alle nozze con Bertie.
Zia Dahlia, non essendo riuscita a convincere Runkle a riconoscere i diritti di Tuppy Glossop, sottrae al finanziere un porringer d'argento che costui voleva vendere a suo marito Tom Travers, collezionista di oggetti d'argento antichi. Bertie si incarica di riportare di nascosto il porringer nella stanza di Runkle prima che il proprietario di accorga del furto; ma per un contrattempo (inciampa su Augusto, il gatto, svegliando Runkle) non può portare a termine la missione; nasconde quindi il prezioso oggetto in un cassetto della propria camera. 
Nel frattempo si svolge un pubblico dibattito elettorale fra i due candidati alle elezioni suppletive. Seguendo i consigli di Jeeves, Ginger Winship dichiara pubblicamente di rinunciare alla propria candidatura e di sostenere il candidato laburista, la signora McCorkadale. Nasce un tumulto fra i sostenitori dei due schieramenti. Spode e Florence, vengono fatti oggetto di un lancio di ortaggi. Florence rompe il suo fidanzamento con Ginger, e questi coglie l'occasione per recarsi immediatamente a Londra e sposare Magnolia. Florence dichiara a Bertie di essere nuovamente disponibile alle nozze con lui. A questo punto Bertie è fidanzato contemporaneamente sia con Madeline Bassett che con Florence Craye.
Bingley si mette al servizio di Runkle; si introduce nella stanza di Bertie e scopre in un cassetto il porringer scomparso. Bertie è accusato da Runkle di furto: non si discolpa, per non danneggiare la zia Dahlia, ma è minacciato di essere chiuso in prigione, a meno che la zia Dahlia non ceda a Runkle i servigi di Anatole, lo straordinario cuoco della famiglia Travers. Florence, nell'apprendere che Bertie è accusato di furto e rischia il carcere, rompe il fidanzamento con lui. Nel frattempo Spode, resosi conto dei rischi fisici connessi alle campagne elettorali troppo accese (nella rissa elettorale era stato colpito violentemente in un occhio con una patata), dichiara che preferisce conservare il proprio titolo nobiliare e rimanere nella Camera dei lord. A questo punto Madeline si riconcilia con Spode. Jeeves, che ha scoperto nel Registro del club alcuni segreti vergognosi di Runkle, ricatta il losco finanziere per impedirgli di sporgere denuncia contro Bertie e per costringerlo a versare del danaro a Tuppy. 
Più tardi Bertie, ricordando a Jeeves i pericoli potenziali derivanti dal contenuto del Registro, gli chiede di nuovo di distruggere le diciotto pagine che lo riguardano; Jeeves risponde afferma di averlo già fatto.

## Personaggi
Bertie Woosterl'io narrante. Come nelle precedenti opere di Wodehouse, Bertie è un giovin signore tollerante, fedele alle amicizie (si prodiga per aiutare le ambizioni politiche di Ginger Winship e alleviare le difficoltà economiche di Tuppy Glossop), ligio a un codice etico-cavalleresco, allergico al matrimonio (nel romanzo si ritrova rifidanzato contemporaneamente con Madeline Bassett e Florence Craye), consapevole della superiorità intellettuale di Jeeves. Alcuni episodi mettono in evidenza come l'etica deontologica di Bertie si contrapponga al consequenzialismo di Jeeves. Per esempio, nel capitolo XV Bertie afferma che la zia Dahlia deve restituire il porringer d'argento perché rubandolo «ha infranto le leggi dell’ospitalità», mentre Jeeves afferma «semplicemente che trattenendo l'oggetto non si conseguirà alcunché di vantaggioso».
Jeevesvalletto di Bertie Wooster. In questo romanzo apprendiamo per la prima volta il suo nome di battesimo ("Reggie", diminutivo di "Reginald"). Come al solito Jeeves è molto colto (presenti nel romanzo «sobrie ma puntualissime citazioni da Shakespeare, Marlowe, Keats, Browning, Dante Gabriele Rossetti, Edmund Burke, Charles Churchill, Lucrezio»). Per risolvere le ingarbugliate vicende del romanzo, tuttavia, anche Jeeves ricorre al ricatto, al pari dell'immorale Bingley; secondo Kristin Thompson il comportamento di Jeeves, disonorevole, è riscattato solo parzialmente dagli onorevoli fini altruistici perseguiti.
Rupert Bingleyè un individuo senza scrupoli, disponibile sempre ad agire a danno degli altri pur di ottenere un utile personale. Era già apparso in precedenza nel romanzo Grazie, Jeeves, in qualità di valletto di Bertie col nome di Brinkley; all'epoca era un violento estremista di sinistra, aveva dato fuoco all'abitazione e aveva addirittura cercato di accoltellare Bertie. Le sue idee politiche sono cambiate radicalmente dopo che una grossa eredità lo ha trasformato in un ricco proprietario terriero. Socio del club Giovane Ganimede, ne trafuga il famigerato Registro e ne utilizza il contenuto innanzitutto per danneggiare i propri ex datori di lavoro. Sarà l'unico "cattivo" a non aver subìto danni al termine del romanzo.
Roderick Spodeè una vecchia conoscenza dei lettori di Woodehouse; aspirante dittatore fascista negli anni trenta («Roderick Spode è il fondatore e il capo dei Salvatori della Gran Bretagna, un'organizzazione fascista, meglio conosciuta come l'Associazione dei Calzoncini Neri. La sua idea, sempre che non gli spacchino la testa con una bottiglia in una delle frequenti risse in cui lui e i suoi seguaci rimangono volentieri coinvolti, è di diventare un Dittatore»), in seguito alla morte di un congiunto è divenuto «settimo conte di Sidcup» e si è fidanzato con la giovane e bella Madeline Bassett. Amante della rissa, vorrebbe rinunciare al titolo comitale e al seggio alla Camera dei lord, per partecipare alle elezioni politiche; rinuncia tuttavia al progetto dopo essere stato colpito in un occhio con una patata, lanciatagli durante un dibattito politico verosimilmente da Jeeves («le patate essendo di forma irregolare possono raggiungere il bersaglio solo se lanciate da una mano maestra»).
Madeline Bassettè anch'essa una vecchia conoscenza di Bertie, dal quale è convinta di essere amata, e in realtà è detestata («sebbene Madeline sia da annoverare dal punto di vista fisico tra le ragazze che fanno copertina, è anche l'essere più melensamente sentimentale che conosca [...] Il mio ultimo desiderio, come certamente capite, è quello di averla per casa»). Madeline è anche un po' snob: accetta di sposare Spode perché intende diventare contessa di Sidcup, ed è pronta a rinunciare a Spode quando costui è tentato di rinunciare alla paria.
Zia Dahliaè la zia preferita di Bertie, estroversa e impulsiva, dotata di una voce reboante, dirige una rivista femminile (Il Boudoir di Milady) alla quale ha collaborato anche Bertie. Sposata a Tom Travers, collezionista di oggetti d'argento antichi, è madre di Bonzo e di Angela. Nella sua abitazione ("Brinkley Court") risiedono anche il cuoco Anatole, il maggiordomo Seppings e il gatto Gus. In questo romanzo zia Dahlia trasforma la sua casa nella sede operativa del comitato elettorale di Ginger Winship; ma ospita anche il discusso finanziere L.P. Runkle per convincerlo a versare al proprio futuro genero Tuppy Glossop i diritti di brevetto di un farmaco sintetizzato dal padre defunto di Tuppy.
Tom TraversMarito di Zia Dahlia, molto ricco, non ama molto tuttavia spendere, collezionista di oggetti antichi.
Bonzo TraversFiglio adolescente di Dahlia e Tom Travers.
Angela TraversFiglia di Dahlia e Tom Travers, fidanzata di Tuppy Glossop.
Tuppy GlossopFiglio di un ricercatore chimico inventore di un farmaco antidolorifico prodotto dalla società di cui è proprietario Runkle, fidanzato da anni di Angela Travers, non può sposarla per problemi finanziari.
AnatoleSublime cuoco francese a "Brinkley Court", apprezzato soprattutto da Bertie e dallo zio Tom Travers.
SeppingsMaggiordomo a "Brinkley Court".
Augustus (o Gus)gatto nero perennemente assonnato.
Harold Winship (detto Ginger)è stato compagno di università di Bertie a Oxford («Noi due eravamo proprio come Damone e Pizia»). Si era poi ritirato a vivere con la madre in campagna, a Steeple Bumpleigh, dove risiede anche Lady Agatha Worplesdon, la detestata "zia Agatha" di Bertie. Si fidanza con l'ambiziosa Florence Craye la quale lo spinge a presentarsi alle elezioni; evidentemente Ginger non è portato per la politica, visto che fa di tutto per non farsi eleggere per poi sposare Magnolia Glendennon, una modesta segretaria.
Magnolia Glendennonsegretaria, proveniente dalla Carolina del Sud e residente a Londra, lavora per Ginger.
Mrs. McCorkadaledi professione avvocata, avversaria laburista di Ginger alle elezioni.
Florence Crayeè un personaggio ricorrente nelle storie di Jeeves. Figlia di Percival Craye, conte di Worplesdon, è figliastra di zia Agatha, la detestata e autoritaria zia di Bertie. Amante della cultura, autrice del romanzo sociale Lo spendaccione, Florence frequenta solo intellettuali ambiziosi e non sopporta i perdenti. In passato è stata fidanzata con Bertie, che così ne riferì: «una fanciulla dal profilo meraviglioso, ma immersa fino al collo nei più seri princìpi. Non posso darvi un'idea migliore della situazione che dicendovi che il libro da lei datomi da leggere era intitolato Tipi di teoria etica». In realtà gli ex fidanzati di Florence sono tanto numerosi (per esempio, oltre a Bertie, Stilton Cheesewright, il commediografo Percy Gorringe, Boko Fittleworth, ecc.) che hanno costituito il club Old Florentians  ("Veterani Fiorentini"). Come i precedenti fidanzati, anche Ginger Winship farà di tutto per liberarsi di lei.
L. P. Runkleè un losco finanziere che appare per la prima volta in questo romanzo. Invitato da zia Dahlia formalmente per perfezionare l'acquisto di un oggetto d'antiquariato, ma con lo scopo di risolvere il problema della situazione economica di Tuppy Glossop, Runkle dimostra di essere poco malleabile, «il Numero Uno delle carogne». Sarà domato solo da Jeeves con metodi discutibili.

## Critica
Come per quasi tutti i romanzi di Wodehouse, anche Molto obbligato, Jeeves ricevette al suo apparire recensioni positive nelle quali si sottolineavano soprattutto i motivi tipici dell'umorismo dell'autore. In realtà sono stati messi in evidenza anche disattenzioni ed errori, sintomi di un certo grado di stanchezza. In un'intervista allo scrittore Gerald Clarke, Wodehouse riconosceva tuttavia la fondatezza di un'accusa rivoltagli da un critico («scrisse che il libro si avvicinava pericolosamente all'autoparodia») e riconobbe di aver esagerato soprattutto nell'eccessivo numero di citazioni colte da parte di Jeeves, concludendo: «Ebbene, nel prossimo libro starò più attento. Dalle critiche si impara.».

### Edizioni

#### Originali
- (EN) Much Obliged, Jeeves, 1ª ed., London, Barrie & Jenkins, 1971, ISBN 0214653609.
- (EN) Jeeves and the Tie That Binds, 1ª ed., New York, Simon & Schuster, 1971, ISBN 0671210386.

#### Traduzioni
- Molto obbligato, Jeeves, traduzione di Elena Spagnol, introduzione di Franco Cavallone, Milano, A. Mondadori, 1972.
- Molto obbligato, Jeeves, traduzione di Mary Buckwell Gislon, presentazione di Lucio Villari, Milano, Mursia, 1989.
- Molto obbligato Jeeves, traduzione di Tracy Lord, Milano, Polillo, 2008, ISBN 978-88-8154-289-5.

### Fonti critiche
- (EN) Nigel Cawthorne, A Brief Guide to Jeeves and Wooster, London, Constable & Robinson, 2013, ISBN 978-1-78033-824-8.
- Gerald Clarke, Caro Jeeves, qualcuno ci invidia, in la Repubblica, traduzione di Romano Giachetti, 2 settembre 1992.
- (EN) Eileen McIlvaine, Louise S. Sherby e James H. Heineman, P. G. Wodehouse: A Comprehensive Bibliography and Checklist, New York, James H. Heineman Inc., 1990, ISBN 978-0-87008-125-5.
- (EN) Kristin Thompson, Wooster Proposes, Jeeves Disposes or Le Mot Juste, New York, James H. Heineman, Inc., 1992, ISBN 0-87008-139-X.
- (EN) Richard Usborne, Plum Sauce: A P. G. Wodehouse Companion, New York, Overlook Books, 2003, ISBN 15-8567-441-9.
- Lucio Villari, Presentazione, in P. G. Wodehouse, Molto obbligato, Jeeves, Milano, Mursia, 1989.
- P. G. Wodehouse, Il codice dei Wooster [The Code of the Woosters], traduzione di Mary Buckwell Gislon, presentazione di Oreste Del Buono, Milano, Mursia, 1989  [1939], ISBN 88-425-0414-9.